# Time (嵐のアルバム)
『Time』（タイム）は、日本の男性アイドルグループ・嵐の通算7枚目となるオリジナル・アルバム。2007年7月11日にジェイ・ストームから発売された。

## 解説
『ARASHIC』以来約1年ぶりに発売されたオリジナルアルバム。シングル「アオゾラペダル」「Love so sweet」「We can make it!」が収録されている。初回限定盤のDisc 2には各メンバー5人のソロ楽曲、通常盤にはボーナストラックとして「Everybody前進」が収録されている。タイトルは、櫻井の作詞したラップの中に時を表す言葉が多かったため、それにちなんで櫻井本人が提案し決定したという。
「WAVE」と「Cry for you」2曲はロサンゼルスでの録音が行われ、サイモン・フィリップスなど現地の一流ミュージシャンが参加している。
2020年2月7日より、通常盤収録曲のデジタル配信、及びサブスクリプション配信が解禁された。
2021年7月16日より、初回限定盤収録曲が6thベスト・アルバム『ウラ嵐BEST 1999-2007』に収録され、デジタル配信、及びサブスクリプション配信が解禁された。

## チャート成績
前作に引き続きオリコンアルバム週間チャートで1位を獲得。初動売上は前作から増加し、この時点での売上が嵐のアルバムとしてはデビューアルバム『ARASHI No.1〜嵐は嵐を呼ぶ〜』に次いで2番目となり、2ndアルバム『HERE WE GO!』から前作『ARASHIC』及びベストアルバム2枚の累計売上を初動売上のみで一気に上回る結果となった。なお、デビューアルバム『ARASHI No.1〜嵐は嵐を呼ぶ〜』以来に累計売上が25万枚を突破し、累計売上もこの時点で2番目となった。

## 収録曲

### Disc 1
1. Oh Yeah! [4:42]
作詞：UNITe、作曲：オーノカズナリ、編曲：北川吟
  - 嵐出演 ハウス食品「C1000レモンウォーター」CMソング

3rdベスト・アルバム『5×10 All the BEST! 1999-2009』初回限定盤特典CD「ARASHI'S Selection」にも収録された。
2. Love so sweet [4:51]
  - 18thシングル
3. WAVE [3:49]
作詞：UNITe、Rap詞：櫻井翔、作曲：Erik Lidbom、編曲：安部潤
大野が振り付けを担当した。
4. We can make it! [4:12]
  - 19thシングル
5. Firefly [3:51]
作詞：Makoto ATOZI、Rap詞：櫻井翔、作曲・編曲：笹本安詞
元々のタイトルは「rain firefly」[2]だった。
6. 太陽の世界 [4:44]
作詞・作曲：HYDRANT、Rap詞：櫻井翔、編曲：大坪直樹
7. Carry on [4:16]
作詞：村野直球、作曲・編曲：岩田雅之
8. ROCK YOU [4:10]
作詞：youth case、Rap詞：櫻井翔、作曲・編曲：Takuya Harada
9. Cry for you [3:57]
作詞：Axel G、Rap詞：櫻井翔、作曲：Jorgen Ringqvist・Jakob Ringbom、編曲：ha-j
10. Love Situation [4:07]
作詞：はしもとみゆき、作曲・編曲：Shinnosuke
11. 風 [4:21]
作詞：SPIN、Rap詞：櫻井翔、作曲：多田慎也、編曲：NAOKI-T
12. Be with you [5:09]
作詞・作曲：北浦正尚、編曲：ha-j
3rdベスト・アルバム初回限定盤特典CDにも収録された。
13. LIFE [5:04]
作詞：みうらともかず、Rap詞：櫻井翔、作曲：オーノカズナリ、編曲：石塚知生
  - 櫻井翔出演「エイブル」CMソング

制作当初の曲名は「Ride On The World」、後に「奇跡など待たないよ」に変わり、そして現在の「LIFE」となった[3]。
14. アオゾラペダル [5:23]
  - 17thシングル
15. Everybody前進 [4:07]
作詞：久保田洋司、作曲・編曲：Shusui・Stefan Åberg
通常盤のみ収録。
大野が振り付けを担当した。

### Disc 2
※初回限定盤のみ
1. Song for me [4:21] - 大野智
作詞・作曲・編曲：R.P.P.
2. Friendship [4:36] - 相葉雅紀
作詞・作曲：阿部祐也、編曲：湯浅篤
二宮が自身のラジオでカバーした[4]。
3. 虹 [4:27] - 二宮和也
作詞：二宮和也、作曲：多田慎也、編曲：三上吉直
11thアルバム『Popcorn』収録曲「それはやっぱり君でした」は、本曲の続編である。
4. Can't Let You Go [4:26] - 櫻井翔
作詞・作曲：森大輔、Rap詞：櫻井翔、編曲：吉岡たく
5. Yabai-Yabai-Yabai [3:52] - 松本潤
作詞・作曲・編曲：Takuya Harada

## 映像作品
Oh Yeah!
- SUMMER TOUR 2007 FINAL Time -コトバノチカラ-
- ARASHI AROUND ASIA 2008 in TOKYO
- ARASHI Anniversary Tour 5×10
- ARASHI 10-11 TOUR "Scene"〜君と僕の見ている風景〜 STADIUM
- ARASHI 10-11 TOUR "Scene"〜君と僕の見ている風景〜 DOME+
- ARASHI LIVE TOUR Beautiful World
- ARASHI アラフェス NATIONAL STADIUM 2012
- ARASHI LIVE TOUR Popcorn
- ARASHI アラフェス'13 NATIONAL STADIUM 2013
- ARASHI BLAST in Hawaii
- ARASHI LIVE TOUR 2014 THE DIGITALIAN
- ARASHI BLAST in Miyagi
- ARASHI LIVE TOUR 2015 Japonism
- ARASHI LIVE TOUR 2016-2017 Are You Happy?
- 5×20 All the BEST!! 1999-2019（初回限定盤2）
- ARASHI Anniversary Tour 5×20

WAVE
- SUMMER TOUR 2007 FINAL Time -コトバノチカラ-
- ARASHI AROUND ASIA 2008 in TOKYO

太陽の世界
- SUMMER TOUR 2007 FINAL Time -コトバノチカラ-

ROCK YOU
- SUMMER TOUR 2007 FINAL Time -コトバノチカラ-
- ARASHI 10-11 TOUR "Scene"〜君と僕の見ている風景〜 STADIUM

Cry for you
- SUMMER TOUR 2007 FINAL Time -コトバノチカラ-

Love Situation
- SUMMER TOUR 2007 FINAL Time -コトバノチカラ-
- ARASHI アラフェス NATIONAL STADIUM 2012
- ARASHI アラフェス'13 NATIONAL STADIUM 2013
- 5×20 All the BEST!! 1999-2019（初回限定盤2）
- アラフェス2020 at 国立競技場

風
- SUMMER TOUR 2007 FINAL Time -コトバノチカラ-
- ARASHI AROUND ASIA 2008 in TOKYO

Be with you
- SUMMER TOUR 2007 FINAL Time -コトバノチカラ-

Everybody前進
- SUMMER TOUR 2007 FINAL Time -コトバノチカラ-
- ARASHI LIVE TOUR Beautiful World
- ARASHI LIVE TOUR 2016-2017 Are You Happy?（初回限定盤）

Song for me
- SUMMER TOUR 2007 FINAL Time -コトバノチカラ-

Friendship
- SUMMER TOUR 2007 FINAL Time -コトバノチカラ-
- ARASHI アラフェス NATIONAL STADIUM 2012

虹
- SUMMER TOUR 2007 FINAL Time -コトバノチカラ-
- ARASHI AROUND ASIA 2008 in TOKYO
- アラフェス2020 at 国立競技場

Can't Let You Go
- SUMMER TOUR 2007 FINAL Time -コトバノチカラ-

Yabai-Yabai-Yabai
- SUMMER TOUR 2007 FINAL Time -コトバノチカラ-